# Nádas Sándor
Nádas Sándor 1910-ig Neumann Sándor (Budapest, 1883. január 16. – New York, 1942. február 24.) újságíró, író, filmrendező, forgatókönyvíró.

## Életpályája
Neumann József pálinkaárus és Herzog Borbála fia. Eleinte kritikákat és novellákat írt. Ezután A Nap rendőri riportere. 1908-ban elindította Pesti Futár című lapját. 1916-ban három Csehov-novella filmrendezője volt. 1908–1935 között Halász Rózával élt házasságban. 1935. április 3-án Budapesten házasságot kötött Róth Áron és Bauer Ilona lányával, Margittal. 1938-ban feleségével együtt áttért az evangélikus vallásra. 1939-ben elhagyta az országot, és az USA-ban telepedett le.
Fuchs Jenő olimpikon közeli barátja.

## Művei
- Öreg szalámitolvaj
- Éjjeli muzsika
- Krisztina sorsa (regény, 1919)
- Operai angyalok
- A bolondok örökké élnek
- Akiért csak a kezet kell kinyújtani
- Parfüm és halszag.
- Uri és női vádlottak
- Otthon, édes otthon
- Külteleki muzsika (színmű, 1931)
- Nagy cipőben kisfiú (színmű, 1933)
- A redakció lánya (regény, 1934)

## Filmjei
- A bosszú
- Egy ismerős
- A botrányos műremek